# 心室顫動
心室顫動（ventricular fibrillation，V-fib）或心室纤颤，簡稱室顫（Vf，VF），是心室的紊亂心電活動，造成心肌纤维顫抖的無效搏動，進而無法輸送血液；屬於易导致心源性猝死的一种严重心律失常，也是临终前循环衰竭的心律改变。
心室顫動會造成心搏停止，進而失去意識及脉搏，若沒有及時治療會迅速導致死亡。在心搏停止的病患中，有10%的啟始症狀就是心室顫動。常见于急性心肌梗死等严重器质性心脏病患者的室性心律失常。
心室顫動可能肇因如下，冠狀動脈疾病、心臟瓣膜疾病、心肌病變、布魯格達氏症候群 （或稱突然猝死症)）、長QT綜合症、電擊傷、顱內出血。診斷依據為心電圖，心室顫動患者的心電圖會產生不規則的寬QRS複合波（心室去極化）、同時卻缺乏清晰的P波 （心房去極化）。心室顫動其中一個重要的鑑別診斷為多型性心室心搏過速（Torsades de pointes）。
治療心室顫動的方式為替患者施行心肺復甦術（CPR）與使用體外心臟去顫（電擊）器；而會發出雙相波型電流的機型可能會較僅發出單相波型者來的有效。又如初步處置未見效時，亦可考慮為患者注射腎上腺素（epinephrine）或胺碘酮（amiodarone），患者的存活率會隨著發生時身在何處而有異：若患者當時不在醫院，則存活率僅有約17%，但若已身在醫院時，存活率則會升高到約46%。

## 導因
當心肌缺血、缺氧，心肌壞死及嚴重心動過緩時，導致心肌細胞復極速度與不應期長短、高度不一致，而形成心室肌內一處或多處微折返，經過大小和方向不同的傳播途徑傳向心室各個部分，使各部分心肌的收縮與舒張失去一致性。

## 治療
當發生心室顫動時，需立即以直流電去顫及心肺复苏治療；若上述处置未见效，可考虑给予胺碘酮注射液。

## 外部連結
心室顫動 （页面存档备份，存于）